# Dienerella grouvellei
Dienerella grouvellei is een keversoort uit de familie schimmelkevers (Latridiidae). De wetenschappelijke naam van de soort werd in 1897 gepubliceerd door Marie Joseph Paul Belon.